# Остин-Спаркс, Теодор
Теодор Остин-Спаркс, известный как «Мистер Спаркс» или просто «TAS» (1888, Лондон — 1971) — британский пастор-евангелист, автор книг.

## Биография
Родился в Лондоне и ещё мальчиком был отправлен в Шотландию к родителям отца. В 17 лет Остин обратился к Исусу во время проповеди группы молодых проповедников. Очень скоро он уже сам был в этой группе и свидетельствовал о себе.
В 24 года Остин-Спаркс был рукоположён как баптистский пастор и с 1912 по 1926 годы нёс служение в трёх конгрегациях великого Лондона. В течение этих лет он был также тесно связан с Джесси Пенн-Льюис и её издательским и проповедническим служением «Overcomer Testimony». В 1926 году Остин-Спаркс порвал с этой организацией. В 1926 году, переживая духовный кризис, который привёл его к полному разочарованию, ушёл в отставку с пасторского служения и разорвал отношения с организацией Баптистов, и вместе с другими единомышленниками основал учебный центр в Honor Oak Архивная копия от 25 июля 2011 на Wayback Machine на юго-востоке Лондона. На конференциях и занятиях учебного центра участвовало огромное количество христиан, люди продавали имения и приезжали в Лондон, чтобы послушать его учение, некоторые оставались на целые года в центре, живя и посещая все церковные служения, конференции и уроки изучения Библии.
В Центре Христианского Общения, Остин-Спаркс и его соработники начали издавать журнал «Свидетель и Свидетельство», который выходил раз в два месяца (начав издаваться в 1923 году, выходил вплоть до смерти Спарка в 1971 году), а также печатать его книги и стенограммы записей сделанных им проповедей.
Его служение стало известным по всей Европе, Америке и Азии, конференции с его участием проходили в Соединённых Штатах, Швейцарии, на Тайване, Филиппинах и многих других странах. Он настаивал, чтобы его труды не защищали авторским правом и как результат они и по сей день доступны без каких-либо ограничений.
Работа Остина-Спаркса в Христианском центре имела глобальное видение. Множество из прошедших обучение в его служении отправлялись в разные страны как миссионеры и христианские учители. Это дало ему возможность трудиться в тесном сотрудничестве с несколькими известными христианскими лидерами в Великобритании и во-многих странах, такими проповедниками  как Батх Сингх из Индии, Вочман Ни из Китая, Ланс Ламберт из Иерусалима, Израиль, Роджер Форстер из Форест Хилла и Стефен Канг из Вирджинии.
Большое влияние его служение оказало на таких, известных на сегодняшний день , проповедников, как Давид Вилкерсон, Берт Кленденнен, Франк Виола.
Среди многих своих книг, которые он написал, по крайней мере, три расценены как христианская классика: «Школа Христа» Архивная копия от 4 марта 2016 на Wayback Machine, «Центральность и Превосходство Господа Иисуса Христос» Архивная копия от 5 мая 2016 на Wayback Machine и «Мы Созерцали Его Славу» Архивная копия от 5 мая 2016 на Wayback Machine. Золотым аккордом в книгах Спаркса звучит превосходство Господа Исуса Христа.
Теодор Остин-Спаркс умер в 1971 году. Его супруга(жена) Флоренс умерла в 1986 году.